# 雲仙市立小浜小学校
雲仙市立小浜小学校（うんぜんしりつ おばましょうがっこう）は、長崎県雲仙市小浜町北本町にある公立小学校。略称は「浜小」（はましょう）。

## 概要
歴史
1874年（明治7年）に開校した「第五大学区第三中学区本村小学校」を前身とする。2014年（平成26年）に創立140周年を迎えた。
教育目標
「よく考える子・思いやりのある子・心と体のじょうぶな子」
校章
桜の花弁を背景にして、その中央に校名の「浜小」の文字（縦書き）を置いている。
校歌
作詞は村上作男、作曲は伊藤英一による。歌詞は3番まであり、各番に校名の「小浜小学校」が登場する。
校区
雲仙市小浜町の「下山領、上山領、北村、北野、平松、羽毛合、少路、朝日山、東中、西中、宮ノ丁、田之中、刈水、北湯ノ崎、南湯ノ崎、新湯ノ崎、マリーナ、山ノ上、小浜病院、脇浜、上脇、新町、道前、びん串、日当、上須賀、中須賀、下須賀、小田崎、林ノ内、蔭平、目付石、浜口、小田山、大木場、木津、西小浦、東小浦、加美、日見、殿川、小地獄、新湯、寺ノ馬場、古湯、別所」地区。
中学校区は雲仙市立小浜中学校。

## 沿革
- 1874年（明治7年）
  - 4月 - 戸崎[2]に「第五大学区第三中学区[3]本村小学校[4]」が開校。初代校長は本多親基。
  - 7月8日  - 長崎県によって正式に設立が認可される[4]。
- 1876年（明治9年）- 2教室を増築。
- 1877年（明治10年）6月4日 - 学区改正[5]により、「第五大学区第二中学区[6]小浜小学校」に改称。
- 1878年（明治11年）12月24日 - 郡制の施行に伴い学区が改正され、「南高来郡小浜部[7]小浜小学校」となる。
- 1880年（明治13年）- 教育令の公布により、初等科（修業年限3年）を設置し、「公立初等小浜小学校」に改称。
- 1882年（明治15年）- 旧藩時代の米取立倉庫を教室とする。
- 1886年（明治19年）9月 - 小学校令の公布により、簡易科（修業年限3年）を設置し、「簡易小浜小学校」に改称。
- 1889年（明治22年）4月1日 - 町村制の施行により、小浜村立の小学校となる。
- 1890年（明治23年）- 尋常科（修業年限4年）を設置し、「尋常小浜小学校」に改称。
- 1893年（明治26年）1月24日 - 小学校令の改正により、「小浜尋常小学校」に改称（「尋常」の位置が変わる）。
- 1898年（明治31年）- 高等科を併置し、「小浜尋常高等小学校」に改称（尋常科4年・高等科4年）。
- 1899年（明治32年）- 校舎を改築。
- 1908年（明治41年）4月 - 小学校令の改正により、義務教育期間が尋常科4年から尋常科6年に延長されたため、尋常科5・6年を新設。
- 1910年（明治43年）- 北野に分教場を開設。
- 1918年（大正7年）- 馬場田に仮校舎を設置。
- 1921年（大正10年）- 現在地に第一～第三校舎（平屋建て14教室・2階建て4教室）が完成し移転を完了。馬場田の仮校舎を撤去。
- 1924年（大正13年）4月1日 - 町制施行により小浜町が発足。これにより小浜町立の小学校となる。
- 1941年（昭和16年）4月1日 - 国民学校令により、「小浜町小浜国民学校」に改称。従来の尋常科を初等科に改称（初等科6年・高等科2年）。
- 1947年（昭和22年）4月1日 - 学制改革（六・三制の実施）
  - 旧・小浜国民学校の初等科が改組され、「小浜町立小浜小学校」（修業年限6年）となる。北野分教場を北野分校とする。
  - 旧・小浜国民学校の高等科および青年学校普通科が改組され、小浜町立小浜中学校（新制中学校、修業年限3年）が発足。
    - 当面の間、中学校は小学校校舎に併設されることとなる。
- 1948年（昭和23年）
  - 4月30日 - 中学校校舎第一期工事が完了し、中学校が移転。これにより併設を解消。
  - 7月 - 育友会が発足。
- 1950年（昭和25年）- 校内放送設備を整備。給食室と図書館が完成。
- 1955年（昭和30年）4月 - 特殊学級を開設。
- 1969年（昭和44年）
  - この年 - 鉄筋コンクリート造3階建ての新校舎（第一期工事）が完成。
  - 3月31日 - 北野分校を廃止し、本校に統合。
- 1971年（昭和46年）- 第二期（鉄筋コンクリート造3階建て校舎）・第三期工事（鉄筋コンクリート造2階建て校舎・体育館）が完了。複雑な地形であった校地を整備。
- 2005年（平成17年）10月11日 - 雲仙市の発足により、「雲仙市立小浜小学校」（現校名）に改称。
- 2018年（平成30年）4月1日 - 雲仙市立木指小学校を統合[8]。
- 2019年（平成31年）4月1日 - 雲仙市立富津小学校を統合。
- 2020年（令和2年）4月1日 - 雲仙市立雲仙小学校を統合。

## 交通アクセス
最寄りのバス停
- 島鉄バス 「平松」バス停、小浜バスターミナル

最寄りの国道
- 国道57号（島原街道）

## 周辺
- 雲仙市役所小浜総合支所
- 雲仙市立小浜中学校
- 県央地域広域市町村圏組合消防本部 小浜消防署
- 長崎県警察 雲仙警察署 小浜交番
- 雲仙市立小浜町文化館
- 島鉄バス小浜ターミナル